# خوزه کاردونا
خوزه کاردونا (انگلیسی: José Cardona; ۲۷ فوریهٔ ۱۹۳۹ – ۳۰ ژانویهٔ ۲۰۱۳) بازیکن فوتبال اهل هندوراس بود.
کاردونا در لا لیما، هندوراس به دنیا آمد. در سال ۱۹۵۷ قهرمان ملی فوتبال و بهترین گلزن شد. یک سال بعد به باشگاه پرتغالی لوسیتانو منتقل شد. در سال ۱۹۵۹ او توسط والنسیا خریداری شد اما به دلیل اینکه به حداکثر مجاز بازیکنان خارجی رسیده بود، کاردونا به باشگاه اسپانیایی الچه قرض داده شد که یک سال بعد برای اولین بار به لیگ برتر اسپانیا (لا لیگا) صعود کرد.
وی همچنین در تیم ملی فوتبال هندوراس بازی کرده‌است.